# Elena López Riera
Elena López Riera est une réalisatrice espagnole née à Orihuela en 1982.

## Biographie
Elena López Riera a suivi des études de communication audiovisuelle (thèse de doctorat sur le cinéma argentin contemporain) et enseigné la littérature comparée à Genève, Madrid et Valence.
Réalisatrice de trois courts métrages, elle a ensuite écrit - avec Philippe Azoury - et réalisé El agua, son premier long métrage, qui a été présenté au Festival de Cannes 2022 (sélection de la Quinzaine des cinéastes),.
En 2024, elle réalise Les Fiancées du sud (Las novias del sur) qui remporte la Queer Palm du court-métrage au Festival de Cannes.

## Filmographie

### Courts métrages
- 2015 : Pueblo
- 2016 : Las vísceras
- 2018 : Los que desean (Pardino d'oro au Festival de Locarno)[4]
- 2024 : Les Fiancées du sud (Las novias del sur)

#### Long métrage
- 2022 : El agua

## Distinctions

### Récompenses
- Festival de Cannes 2024 : Queer Palm du court métrage pour Les Fiancées du sud (Las novias del sur)
- César 2025 : meilleur court métrage documentaire pour Les Fiancées du sud

### Nominations et sélections
- Festival de Cannes 2024 : sélection en séance spéciale court métrage à la Semaine de la Critique pour Les Fiancées du sud
- Goyas 2025 : meilleur court métrage documentaire pour Les Fiancées du sud